# Flexxip
Flexxip – polska grupa muzyczna wykonująca hip-hop. Powstała w 2001 roku w Warszawie z inicjatywy Emila Blefa i Mesa.

## Historia
Pierwszy oficjalny utwór zespołu nosił tytuł „Flexxstyl”. Znalazł się on na wydanej w 2002 składance Junoumi vol.1 w wytwórni JuNouMi Records. Kolejne nagrania składu to utwory przygotowane na kompilację Junomi vol.2 (2002), płytę Reda Al-hub (2002) i płytę Dizkret/Praktik IQ (2002).
Przełomem w ich karierze było nagranie utworu z Pezetem, zatytułowanego „Oczy otwarte” na składankę WhiteHouse Kodex. Pierwsza płyta grupy, Ten Typ Mes i Emil Blef – Fach, ukazała się w 2003 nakładem wytwórni T1-Teraz. Promowały ją single „Oszuści”, „List” i „Szukam tego $”.
W 2003 Flexxip otrzymał nagrodę (głosowanie publiczności) „Ślizger” za debiut roku przyznawaną przez czasopismo Ślizg. Flexxip odbył dużą liczbę koncertów w całej Polsce, dwa razy wystąpił w Berlinie, był również gościem festiwalu w Opolu.
Po wydaniu w 2003 roku drugiego albumu, członkowie Flexxip rozpoczęli solową działalność artystyczną. W latach późniejszych jako Flexxip wystąpili także gościnnie na płytach Pelsona – Sensi (2005) oraz Tewu – Ślad po sobie (2008). Pod koniec 2008 roku grupa zaprzestała działalności.
17 kwietnia 2015 roku zespół dał koncert podczas Red Bull Music Academy Weekender w Pałacu Kultury i Nauki w Warszawie w ramach promocji projektu Albo Inaczej. Grupa wznowiła działalność jednorazowo specjalnie na potrzeby tegoż koncertu.

## Dyskografia
Albumy
| Flexxip                        | - Data: 2002 - Wydawca: brak (nielegal)     | — | —              |
| Ten Typ Mes i Emil Blef - Fach | - Data: 8 września 2003 - Wydawca: T1-Teraz | 7 | - POL: 6 tys.+ |
| „—” album nie był notowany.    |                                             |   |                |

Notowane utwory
| „Oszuści”                   | 2003 | 42 | — | Ten Typ Mes i Emil Blef – Fach |
| „List”                      | 2004 | 3  | 8 | Ten Typ Mes i Emil Blef – Fach |
| „Szukam tego $”             | 2004 | 15 | — | Ten Typ Mes i Emil Blef – Fach |
| „—” utwór nie był notowany. |      |    |   |                                |

Inne
| Album                                                     | Rok  | Utwór                                            | Źródło |
| --------------------------------------------------------- | ---- | ------------------------------------------------ | ------ |
| DizkretPraktik – IQ                                       | 2002 | „Nie spinaj się” (gościnnie: Flexxip)            | [ 11 ] |
| JuNouMi Records EP Vol.1 (kompilacja)                     | 2002 | Flexxip, Dizkret – „Flexxstyl”                   | [ 12 ] |
| WhiteHouse – Kodex                                        | 2002 | „Oczy otwarte” (gościnnie: Pezet, Flexxip)       | [ 13 ] |
| Nakręceni, czyli szołbiznes po polsku (ścieżka dźwiękowa) | 2003 | Flexxip, Małolat – „Własny wstyd”                | [ 14 ] |
| DJ 600V – Style (operacja zrób to głośniej)               | 2004 | „Co słychać?” (gościnnie: Flexxip, 2cztery7)     | [ 15 ] |
| Pelson – Sensi                                            | 2005 | „Proste przyjemności” (gościnnie: Flexxip)       | [ 2 ]  |
| Tewu – Ślad po sobie                                      | 2008 | „Przynajmniej dziś” (gościnnie: Flexxip, Lady K) | [ 3 ]  |

## Teledyski
| Tytuł           | Rok  | Reżyseria/Realizacja                   | Album                          | Źródło |
| --------------- | ---- | -------------------------------------- | ------------------------------ | ------ |
| „Oszuści”       | 2003 | —                                      | Ten Typ Mes i Emil Blef – Fach | [ 16 ] |
| „List”          | 2004 | Ernest „Red” Ivanda, Tomasz Augustynek | Ten Typ Mes i Emil Blef – Fach | [ 17 ] |
| „Szukam tego $” | 2004 | —                                      | Ten Typ Mes i Emil Blef – Fach | [ 18 ] |
| „Bloki”         | 2019 | Tarniu                                 | —                              | [ 19 ] |